# Lago Dongting
O lago Dongting ,  lago Dongting-hu  ou lago Dong (洞庭湖 pinyin : dòngtínghú) é um dos maiores lagos da República Popular da China, e situa-se na província de Hunan. A superfície do lago depende fortemente das estações do ano (de 4000 a 20000 km²). As províncias de Hubei e Hunan devem os seus nomes ao lago. De facto, Hubei significa "norte do lago" e Hunan "sul do lago". O lago recolhe as águas do rio Yangtse e é também alimentado pelo rio Xiang, o rio Zi e o rio Yuan. Em área é a o segundo maior lago de água doce e o terceiro lago da República Popular da China, após o lago Qinghai e o lago Poyang.
A Torre de Yueyang, célebre monumento, foi construída onde o rio Yangtse encontra o lago.

## Cidades principais nas margens do lago
- Yiyang
- Yueyang
- Changde